# Sivacrypticus congoanus
Sivacrypticus congoanus is een keversoort uit de familie Archeocrypticidae. De wetenschappelijke naam van de soort is voor het eerst geldig gepubliceerd in 1969 door Kaszab.